# Lithostege clarkiata
Lithostege clarkiata är en fjärilsart som beskrevs av Stephens 1850. Lithostege clarkiata ingår i släktet Lithostege och familjen mätare. Inga underarter finns listade i Catalogue of Life.